# Charles Tolliver

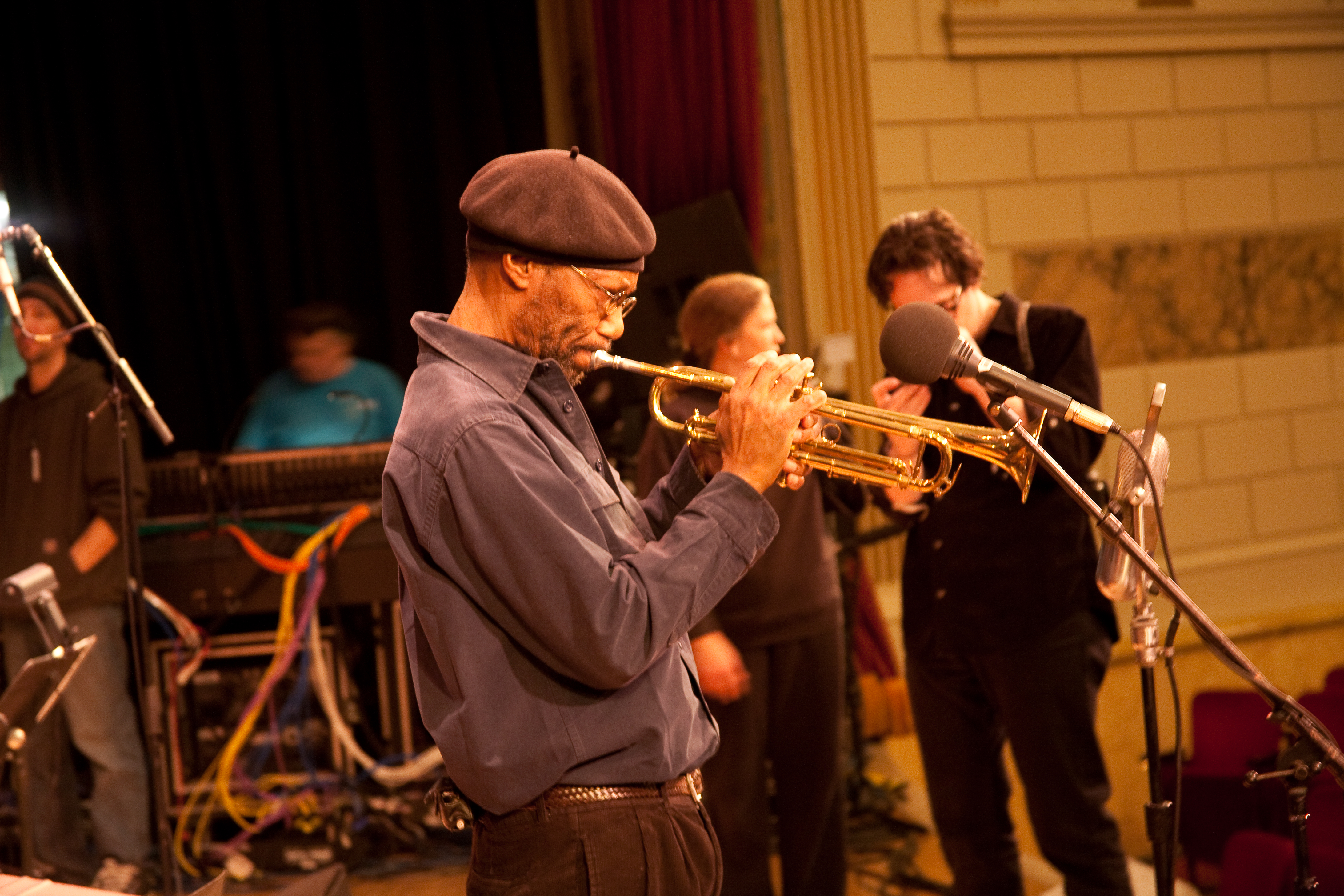
Charles Tolliver

Charles Tolliver (* 6. März 1942 in Jacksonville, Florida) ist ein amerikanischer Jazzmusiker (Trompete, Flügelhorn, Komposition) und Bandleader des Modern Jazz.

## Leben und Wirken
Tolliver wuchs in Harlem auf und besuchte die Hartnet Musical School in New York. Er studierte Pharmazie in Washington, D.C. Im Jahr 1960 spielte er gemeinsam mit Gary Bartz in der Band von Max Roach (Album Member Don’t Git Weary). Danach spielte Tolliver in der Band von Jackie McLean, an dessen Blue-Note-Alben It’s Time (1964) und Jacknife er 1965 mitwirkte. McLean stellte ihn nicht nur als Trompeter, sondern auch als Komponisten der Titel „Cancellation“, „Revillot“ und „Truth“ vor. Die Titel „Brilliant Corners“ und „Plight“, die er 1965 unter eigenem Namen mit James Spaulding, Bobby Hutcherson, Cecil McBee und Billy Higgins eingespielt hatte, erschienen auf der Kompilation New Wave in Jazz (HMV).
Anschließend arbeitete Tolliver in den Bands von Booker Ervin, Roy Ayers, Joe Henderson, Edgar Bateman, Art Blakey (1965) und schließlich Horace Silver. 1966 ging er mit Willie Bobo nach Los Angeles und gehörte kurz dem Orchester von Gerald Wilson an. Im Jahr 1968 wurde er im Down-Beat-Poll als Trompeter ausgezeichnet und konnte eine erste Europatournee mit einer eigenen Formation machen. In diesem Jahr spielte er auch in der Band seines langjährigen Partners Gary Bartz und nahm mit ihm 1968 dessen Album Libra/Anothers Earth (Milestone) auf. Außerdem entstanden Aufnahmen unter eigenem Namen (auf Polydor), mit Herbie Hancock, Ron Carter und Joe Chambers. Das Album (Charles Tolliver and His All Stars) enthielt auch seine Kompositionen Paper Man und  Peace By Myself.
Der Trompeter und Komponist gilt im Avantgarde Jazz als wichtige Stimme; gemeinsam mit Stanley Cowell, mit dem er 1969 das Quartett Music Inc. gründete und auch eine um Streicher verstärkte Big Band leitete, hat er das Label Strata-East gegründet und damit zirka 60 Alben veröffentlicht. Der Verdienst wurde hauptsächlich zu Anfang zu 90 % an die Musiker weitergeleitet, die auch ihre Rechte innehatten. Als Indielabel hatte es Vorbildfunktion in den 1970er Jahren. Mit Gil Scott-Heron war das Label sehr erfolgreich. Max Roach gab ihm 1972 einen Kompositionsauftrag für das Montreux Jazz Festival (Singin’ Wid A Sword In Ma Han’). Mit der New York Jazz Repertory Company folgte 1974 in der Carnegie Hall die Uraufführung seiner Collection Suite. Ende der 1980er-Jahre trat er mit dem Sextett von Louis Hayes auf. In den 1990er-Jahren spielte er mit Grachan Moncur III, Gary Bartz, John Hicks, Mickey Bass und Billy Hart in der Reunion Legacy Band; außerdem arbeitete er mit Wendell Harrison, Andrew Hill und Donald Bailey. 2003 wiederbelebte er sein Bigband-Projekt, dessen Album With Love 2007 auf Blue Note Records veröffentlicht wurde. 2008 entstand der Livemitschnitt Emperor March – Live at the Blue Note. Im Bereich des Jazz war er laut Tom Lord zwischen 1964 und 2008 an 57 Aufnahmesessions beteiligt.
Sein Stil auf der Trompete erinnert an Clifford Brown; er verarbeitete aber auch Einflüsse von Kenny Dorham, Freddie Hubbard und des Free Jazz.

## Diskographische Hinweise
- Charles Tolliver and His All Stars (Arista, 1968) mit Hancock, Carter, Chambers
- The Ringer (Black Lion, 1969) mit Stanley Cowell, Steve Novosel, Jimmy Hopps
- Grand Max (Black Lion, 1972) mit John Hicks, Reggie Workman, Alvin Queen
- Charles Tolliver Music Inc. (Strata-East, 1970), mit Stanley Cowell, Cecil McBee, Jimmy Hopps
- Music Inc. & Big Band (Strata-East, 1970), mit Richard Williams, Virgil Jones, Larry Greenwich, Danny Moore, Garnett Brown, Curtis Fuller, John Gordon, Dick Griffin, Jimmy Heath, Bobby Brown, Clifford Jordan, Wilbur Brown, Howard Johnson, Stanley Cowell, Cecil McBee, Jimmy Hopps
- Live at Slugs’, Vol. I & II (Strataa--East, 1972)
- Impact (Enja, 1972) mit Stanley Cowell, Ron Mathewson, Alvin Queen
- Impact (Strata East, 1975) Big Band mit Jon Faddis, Charles McPherson, James Spaulding, Stanley Cowell, Cecil McBee
- New Tolliver (Baystate, 1977), mit Nathen Page, Steve Novosel, Alvin Queen
- Live in Berlin at the Quasimodo, Vol.1/2 (Strata-East, 1988), mit Alain Jean-Marie, Ugonna Okegwo, Ralph Van Duncan
- Connect (Gearbox, 2020), mit Buster Williams, Lenny White, Binker Golding
- Live at the Captain’s Cabin (2024)

## Lexikalischer Eintrag
- Martin Kunzler: Jazzlexikon. Reinbek, Rowohlt, 1988